# Антон Баев
Антон Христов Баев е български, писател, поет и журналист.

## Биография
Антон Баев е роден през 1963 година в Пловдив. Завършва Английска езикова гимназия в родния си град и Пловдивския университет „Паисий Хилендарски“. Специализира регионална журналистика в САЩ (1994).
Работил е като библиотекар, секретар на читалище, репортер, редактор, външнополитически наблюдател. Главен редактор на пловдивския всекидневник „Марица“ (2000 – 2007).
През юли 2007 г. стартира собствен интернет всекидневник – plovdiv-online.com. Създател и първи главен редактор на нов всекидневен печатен вестник – „Новият глас“ (март – септември 2009).
През юли 2009 г. Баев открива друг интернет всекидневник – asenovgrad-online.com, новинарски сайт за Асеновград и Родопите, а от август 2010 – karlovo-online.com.
През 2009 г. защитава докторска дисертация на тема „Романтична формация и романтически мотиви в психографията и творчеството на Иван Пейчев“. Част от нея излиза още през 1990 г. под заглавие „Романтически мотиви в лириката на Иван Пейчев“ в кн.5 на сп. „Литературна мисъл“.

## Награди
- 1989 – Носител на наградата за дебютна книга „Южна пролет“ за стихосбирката „Снежни сигнали“
- 1995 – Носител на националната награда „Иван Николов“ за стихосбирката „Ездачът, нощта и пустинята“
- 2005 – Втора награда за поезия от конкурса „Магията Любов“[3]
- 2007 – Награда „Пловдив“ в раздел „Художествена литература“ за романа „Белези от българин“.[4]
- 2013 – Награда „Пловдив“ в раздел „Художествена литература“ за поетичната книга „Дневник на Корабокрушенеца“.[5]
- 2019 – Награда „Пловдив“ в раздел „Художествена литература“ за поетичната книга „55 меланхолии“.[6]
- 2021 – Национална литературна награда за поезия „Усин Керим“ на Община Чепеларе за поетичната книга „55 меланхолии“.[7][8][9]